# Bry-sur-Marne

Bry-sur-Marne este o comună în departamentul Val-de-Marne, Franța. În 2009 avea o populație de 15,309 de locuitori.